# Porsgrunn
Porsgrunn est une commune de Norvège, située dans le comté (fylke) du Telemark. Elle borde les communes de Skien et Siljan au nord, Larvik à l'est, et Bamble à l'ouest. Elle fait partie de la région de Grenland.

## Démographie
Porsgrunn compte 36 624 habitants au 1er janvier 2022. La municipalité comprend la ville de Porsgrunn et les anciennes municipalités d'Eidanger et de Brevik, qui ont été constituées en 1964. Elle compte aussi d'autres, agglomérations comme Heistad, Langangen, Sandøya, etc.

## Géographie
Porsgrunn s'étend sur 161 km2 au bord de la mer. Son point culminant est Fjerdingen (360 m).
La presqu'île d'Herøya, au sud-est de la ville, était à l'origine un parc industriel et s'est transformée en une banlieue de Porsgrunn.

### Les îles
- Bjørkøya
- Bukkøya
- Håøya
- Kattøya
- Løvøya
- Oksøya
- Sandøya
- Siktesøya

### Les aires protégées
- Réserve naturelle Demningane et Gravtjernåsen
- Réserve naturelle de Frierflogene
- Réserve naturelle de Holtsåsen
- Réserve naturelle de Korseikåsen

## Histoire
Des fouilles archéologiques effectuées en 2008 dans le quartier de Bjørntvedt, dans le sud de Porsgrunn, révèlent les traces de huit maisons dont certaines remontent à la fin de l'âge du bronze, dans la seconde moitié du VIe siècle. Les activités économiques et commerciales commencent à s'y développer à partir de là.
Porsgrunn était le nom de trois petites îles près de la côte. Le port de Porsgrunn a été décrit dès le XVIe siècle, et s'est développé comme port pour le bois au XVIIe siècle. Le déplacement de la douane de Skien à Porsgrund en 1653 a permis un développement supplémentaire du port. La ville s'est ensuite développée comme lieu de chargement avec une activité de commerce et d'artisanat de plus en plus importante.
En 1807, Porsgrunn reçu le droit de faire du commerce, et a reçu le titre de ville en 1842. Le XIXe siècle est le temps de l’industrialisation avec des chantiers navals et des scieries. À la fin du XIXe siècle la fabrique de porcelaine Porsgrunds Porselænsfabrik A/S voit le jour avec une première production en 1887. En 1910-1920 sont implantées des industries métallurgiques.
En 1929, Norsk Hydro construit à Herøya une importante unité de production d'engrais.
Porsgrunn a fusionné en 1964 avec les kommunes d'Eidanger et Brevik.
L'éducation, qui a une longue tradition avec l'école technique Skiensfjordens Tekniske Fagskole fondée en 1884 a été bien développée ces dernières années. L'université du Telemark (Høgskolen i Telemark) est établie à Porsgrunn, avec une formation d'ingénieur et des doctorats, ainsi que des diplômes d'infirmières et d'aides soignantes. L'école de commerce d'Oslo BI a aussi un établissement à Porsgrunn.

## Administration
Le maire de Porsgrunn est monsieur Øystein Kåre Beyer (Arbeiderpartiet - Parti travailliste).

## Économie
L'industrie lourde domine le paysage économique de Porsgrunn. Norsk Hydro, avec ses divisions Agri et polymère est le plus gros employeur industriel de la ville. Yara, un des leaders mondiaux de la production d'engrais, qui faisait anciennement partie de Norsk Hydro, est localisée ici. Porsgrunds Porselænsfabrik, le groupe français Eramet et Norcem, le seul producteur norvégien de ciment.

## Personnages célèbres
- Cort Adeler (1622 - 1675), amiral
- Johan Castberg (1862-1926), homme politique
- Carl Deichman (1705-1780), propriétaire d'atelier
- Jahn Otto Johansen (1934- ), journaliste et écrivain
- Petter Stordalen (1962- ), homme d'affaires, promoteur immobilier et propriétaire d’hôtels
- Bjørg Vik (1935- ), écrivain
- Kjersti Wold (1962- ), écrivain et pédagogue
- Jacob Aall (1773-1844), propriétaire, homme politique, historien et économe
- Ella Gjømle (1979- ), skieuse de fond
- Herolind Shala (1992-), footballeur professionnel

## Sports
La ville accueille les matchs de l'équipe nationale de rugby à XIII de la Norvège, avec notamment la réception de l'Allemagne le 15 septembre 2018.

## Jumelages
- Sønderborg (Danemark)
- Pori (Finlande)
- Sigtuna (Suède)
- Sundsvall (Suède)